# SH2B3
Le SH2B3 est une protéine adaptatrice. Son gène, SH2B3, est situé sur le chromosome 12 humain. Il est également appelé LNK pour « lymphocyte adapter protein »

## Rôles
Il interagit avec JAK2 et intervient dans l'hématopoïèse, inhibant, en particulier, la Thrombocytopoïèse.

## En médecine
Un variant est associé avec un taux de LDL cholestérol plus bas. D'autres semblent corrélés avec une augmentation du risque d'infarctus du myocarde
 ou de maladie cœliaque.
Une mutation du gène avec perte de fonction favorise la formation de thrombocytes et augmente le taux de cholestérol ce qui pourrait favoriser la survenue de maladies cardiovasculaires.
Certaines mutations sont impliquées dans les syndromes myéloprolifératifs familiaux.